# 리하르트바그너플라츠역
리하르트바그너플라츠역(U-Bahnhof Richard-Wagner-Platz)은 베를린 샤를로텐부르크빌머스도르프구 샤를로텐부르크에 있는 U7의 역이다. 이 역은 1906년 5월 14일 프리드리히 빌헬름 1세의 이름을 딴 빌헬름플라츠(Wilhelmplatz)역으로 개업했다. 현재 사용 중인 역사는 1906년에 건설된 역사를 철거한 후 1978년 4월 28일에 개업했다.
베를린 버스 M45번과 환승할 수 있다.

## 역사

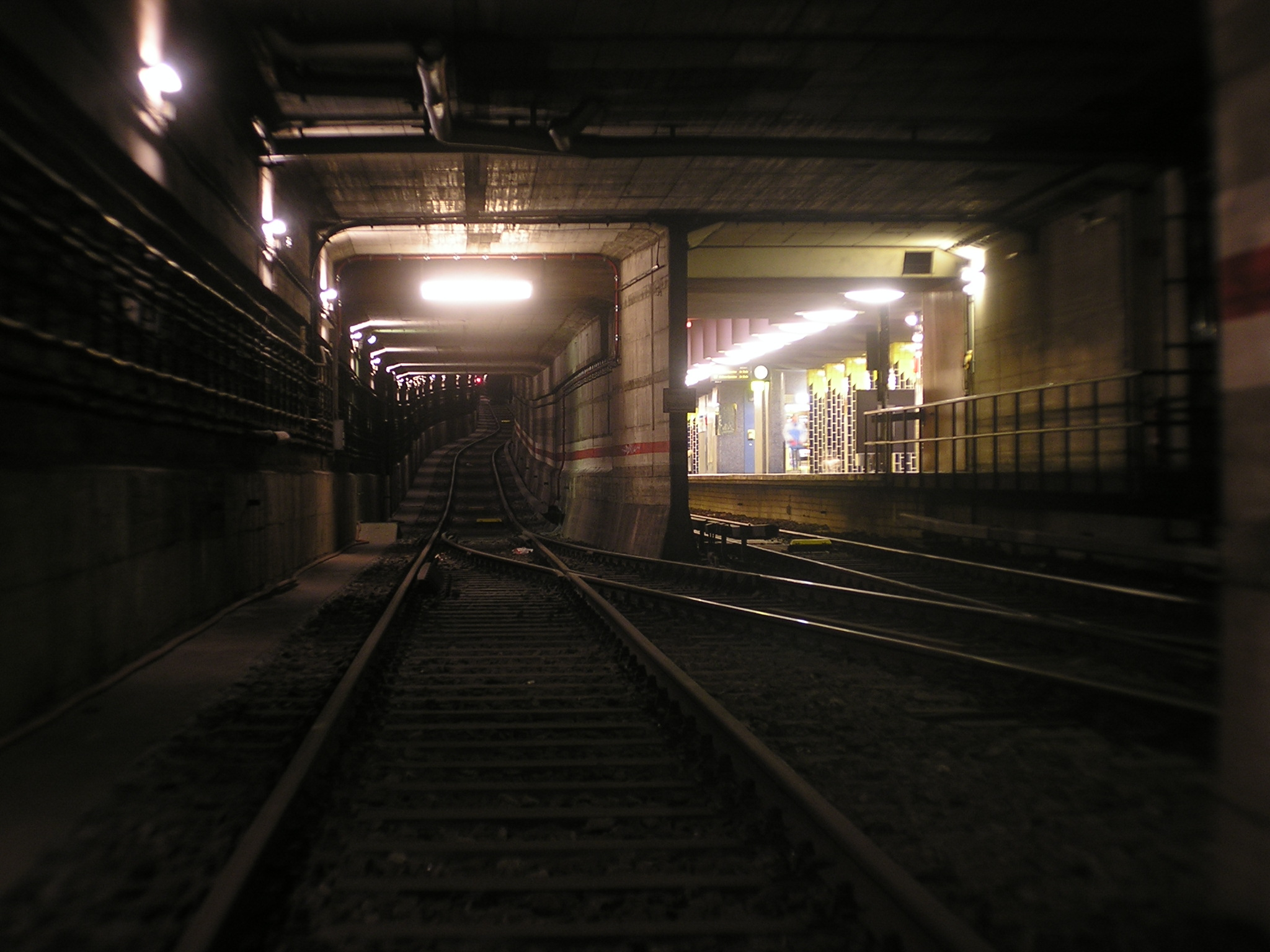
과거에 본선으로 사용된 U2 방면 연결선

빌헬름플라츠역은 크니(Knie)역(현재의 에른스트로이터플라츠역)에서 구 비스마르크슈트라세(Bismarckstraße)역(현재의 도이체 오퍼역)을 지나는 연장 노선이 개통했을 때 영업을 시작했다. 구 역사는 알프레드 그레난데르가 설계했으며, 3선의 선로가 있는 두단식 승강장으로 건설되었다. 1935년 2월 1일 리하르트바그너플라츠역으로 개칭되었다.
도이체 오퍼역과 리하르트바그너플라츠역 사이는 1966년부터 5호선으로 불렸던 셔틀 노선이 운행했고, 1970년 5월 2일에 해당 노선이 폐지되면서 영업을 중단했다. 1974년에 구 역사가 철거되었으나, 과거 셔틀 노선이 운행했던 리하르트바그너슈트라세를 지나는 터널은 철거되지 않았고 U7 노선과 U2 노선의 연결선으로 변경되었다. 특별 운행 시에는 승객이 탑승한 열차가 운행하기도 한다. 1906년에 건설된 역사 출구 일부는 철거되지 않고 새로운 역사로 연결되도록 변경되었다.
1978년 4월 28일 페어벨리너 플라츠역에서 리하르트바그너플라츠역 간의 구간이 개통되었을 때 영업을 다시 시작했다. 현재의 역사는 라이너 륌러가 설계했다. 북쪽과 남쪽 대합실의 벽면과 기둥에는 리하르트 바그너의 오페라에 등장하는 장면으로 장식되어 있다. 역사의 비잔틴 양식 모자이크는 원래는 포츠다머 슈트라세에 있는 알트 바이에른(Alt Bayern) 호텔의 Minnesängersaal에 있었던 것이며, 1903년부터 지금까지 원작자가 알려져 있지 않다.
2014년 6월부터 엘리베이터 운영을 시작했다. 엘리베이터 설치에는 예산 160만 유로가 소요되었다.
2018년 말 1960년대와 1970년대 서베를린에 건설된 도시 철도역 12곳의 일부로 베를린의 건축유산으로 지정되었다.

## 인접 철도역
| 베를린 지하철                             | 베를린 지하철 | 베를린 지하철                |
| ----------------------------------------- | ------------- | ---------------------------- |
| 미렌도르프플라츠 라트하우스 슈판다우 방면 | U7            | 비스마르크슈트라세 루도 방면 |

## 참고 문헌
- Jürgen Meyer-Kronthaler: Berlins U-Bahnhöfe. Die ersten hundert Jahre. be.bra Verlag, Berlin 1995, ISBN 3-930863-07-3.
- Gerhard Rümmler: Neugestaltung des U-Bahnhofs Richard-Wagner-Platz. In: Mitteilungen des Vereins für die Geschichte Berlins. Jg. 74, Heft 2, 1978, S. 412–417.(PDF; 14.9 MB).